# Las amantes del diablo
Las amantes del diablo és una pel·lícula de terror de coproducció hispano-italiana escrita i dirigida per José María Elorrieta i estrenada l'any 1971. Fou estrenada a diferents països amb els següents títols: I dabolici convegni (Itàlia) o Feast of Satan (EUA). Fou projectada com a part de la selecció oficial a la IV Setmana Internacional de Cinema Fantàstic i de Terror (1971).

## Argument
Una dona busca a la seva germana petita que ha desaparegut mentre era de vacances. En una població de la costa, on sembla que fou vista la seva germana per darrer cop cau víctima de la seducció d'un psicòpata endimoniat, que és també un científic, i del seu sàdic majordom, que mantenen la seva germana captiva a un castell..

## Repartiment
- Espartaco Santoni - Dr. Tills Nescu
- Krista Nell - Hilda Salas
- Teresa Gimpera - Andrea
- Verónica Luján - Maria Salas
- Ennio Girolami - Carlos
- Julio Peña - Inspector Gonzales